# Chongqing
Chongqing (traditionel kinesisk: 重慶, simplificeret kinesisk: 重庆, pinyin: Chóngqìng, Wade-Giles: Ch'ung-ch'ing) er det største og mest befolkede af Folkerepublikken Kinas fire provins-lignende kommuner, og den eneste i den knap så tætbefolkede vestlige del af landet. Hele kommunen har en befolkning på over 32 millioner (2004), men de fleste bor uden for selve storbyen Chongqing. I det urbane område bor der vel 3,4 millioner (2004). Det gør byen til den 10. største i Kina. Hvis man medregner de ikke-registrerede migranter fra landdistrikterne, kan befolkningstallet for byområdet komme op på 11 million. Floden Jialing munder ud i Yangtze i centrum af byen.

## Historie
Chongqing blev bygget for ca. 3000 år siden. Dengang hed det Jiangzhou, men stedet havde flere navne som Gongzhou og Yuzhou. Byen fik navnet Chongqing for ca. 800 år siden. Chongqing symboliser Yangtze floden og Bayu kulturen.
I oktober 1937 blev Chongqing provisorisk hovedstad i Kina, da Kuomintang-styret flyttede administrationen fra Nanjing på grund af krigen med japanerne. Byen var kinesisk hovedstad til oktober 1945.
I dag er Chongqing en moderne storby, byen er det 4.største byområde efter Shanghai, Beijing og Tianjin. Med mange bjerge er Chongqing tæt på skov, flora og fauna. Ikke langt fra byen ligger verdens største bygningsværk De Tre Kløfters dæmning, som er en stor turistattraktion i handelsbyen Chongqing og hele oplandet.

## Transport
Chongqing betjenes af motorringveje og flere andre motorveje, som går til nogle af Kinas større byer Chengdu, Guiyang, Kunming og Wuhan.
Chongqing bliver desuden betjent af Chongqing Jiangbei International Airport, som ligger 35 km fra byens centrum. Lufthavnen har forbindelse til en række byer i Asien som Mumbai, Kathmandu, Delhi og Kolkata (tidligere Calcutta). Lufthavnen har også indenrigsruter til større byer i Kina som Shanghai og Beijing. Fra udenrigsgården er der forbindelse til Hong Kong. Lufthavnen har nu også ugentlige flyvninger til Taiwan.

## Lufthavn
Chongqing Jiangbei International Airport
Chongqing Wuqiao International Airport

## Klima
| Vejr for Chongqing                | Vejr for Chongqing | Vejr for Chongqing | Vejr for Chongqing | Vejr for Chongqing | Vejr for Chongqing | Vejr for Chongqing | Vejr for Chongqing | Vejr for Chongqing | Vejr for Chongqing | Vejr for Chongqing | Vejr for Chongqing | Vejr for Chongqing | Vejr for Chongqing |
|                                   | Jan                | Feb                | Mar                | Apr                | Maj                | Jun                | Jul                | Aug                | Sep                | Okt                | Nov                | Dec                | År                 |
| --------------------------------- | ------------------ | ------------------ | ------------------ | ------------------ | ------------------ | ------------------ | ------------------ | ------------------ | ------------------ | ------------------ | ------------------ | ------------------ | ------------------ |
| Gennemsnitlig maks °C             | 10,3               | 12,9               | 17,7               | 23                 | 27,2               | 29,4               | 33                 | 33,2               | 28,3               | 21,7               | 17,1               | 11,5               | 22,1               |
| Gennemsnitlig min °C              | 6,2                | 8                  | 11,2               | 15,4               | 19,3               | 22,1               | 24,8               | 24,7               | 21,2               | 16,5               | 12,2               | 7,7                | 15,8               |
| Gennemsnitlig nedbør mm           | 20                 | 23                 | 43                 | 97                 | 147                | 194                | 186                | 135                | 106                | 86                 | 48                 | 24                 | 1.109              |
| Kilde (27. februar 2019): TurVejr |                    |                    |                    |                    |                    |                    |                    |                    |                    |                    |                    |                    |                    |

## Galleri
- Chongqing i 1941.